# Liste von Straßentunneln in Südamerika
Diese Liste enthält Straßentunnel in Südamerika ab einer Länge von 1000 Metern.
| Name                                       | von – nach                                          | Land              | Länge   | Eröffnung |
| ------------------------------------------ | --------------------------------------------------- | ----------------- | ------- | --------- |
| Túnel Cumanday                             | Manizales – Mariquita                               | Kolumbien         | 14200 m | im Bau    |
| Túnel del Toyo                             | Giraldo – Cañasgordas                               | Kolumbien         | 9840 m  | im Bau    |
| Túnel de La Línea                          | Calarcá – Cajamarca, Tolima                         | Kolumbien         | 8652 m  | 2020      |
| Túnel de Oriente                           | Medellín – Rionegro                                 | Kolumbien         | 8200 m  | 2019      |
| Túnel de Occidente                         | Medellín – San Jerónimo                             | Kolumbien         | 4603 m  | 2006      |
| Túnel Buena Vista Misael Pastrana Borrero  | Villavicencio – Bogotá                              | Kolumbien         | 4560 m  | 1996      |
| Túnel Las Raíces                           | Curacautín – Lonquimay                              | Chile             | 4528 m  | 1938      |
| Túnel de Sumapaz – Guillermo León Valencia | Bogotá – Melgar                                     | Kolumbien         | 4200 m  | 2010      |
| Túnel TD1 – Rod. Imigrantes                | São Paulo – Guarujá                                 | Brasilien         | 3146 m  | 2003      |
| Túnel del Cristo Redentor                  | Uspallata – Los Andes                               | Argentinien Chile | 3080 m  | 1980      |
| Túnel Lo Prado 2                           | Santiago – Valparaíso                               | Chile             | 2886 m  | 2001      |
| Túnel Lo Prado 1                           | Santiago – Valparaíso                               | Chile             | 2880 m  | 1968      |
| Túnel El Melón                             | Santiago – La Serena                                | Chile             | 2543 m  | 1995      |
| Túnel del Boquerón                         | Bogotá – Villavicencio                              | Kolumbien         | 2352 m  | 1996      |
| Túnel Rafael Caldera                       | El Vigía – Mérida                                   | Venezuela         | 2342 m  | 1998      |
| Túnel Hernandarias                         | Paraná – Santa Fe                                   | Argentinien       | 2397 m  | 1969      |
| Tunel La Polvora 1                         | Santiago – Valparaíso                               | Chile             | 2200 m  | 2007      |
| Túnel da Covanca                           | Rio de Janeiro, Stadtteile Jacarepaguá – Água Santa | Brasilien         | 2187 m  | 1997      |
| Túnel Chacabuco 1                          | Santiago – Los Andes                                | Chile             | 2045 m  | 1972      |
| Túnel Chacabuco 2                          | Santiago – Los Andes                                | Chile             | 2000 m  | 2011      |
| Túnel del Boquerón I                       | Caracas – La Guaira                                 | Venezuela         | 1910 m  | 1953      |
| Túnel de Daza                              | San Juan de Pasto – Popayán                         | Kolumbien         | 1710 m  | 2012      |
| Túnel Punta Olímpica                       | Áncash                                              | Peru              | 1400 m  | 2013      |
| San-Rafael-Tunnel                          | La Paz – Coroico                                    | Bolivien          | 1374 m  | 2006      |

## Anmerkung
1. ↑  benannt nach Guillermo León Valencia